# Capitoli di Neon Genesis Evangelion

Copertina del decimo volume della prima edizione italiana del manga. Da sinistra a destra: Rei, Shinji, e Asuka.

Questa è la lista dei capitoli di Neon Genesis Evangelion, manga scritto e illustrato da Yoshiyuki Sadamoto, che ha curato il character design dell'anime originale. Il manga venne pubblicato otto mesi prima della messa in onda della serie animata, e rappresenta l'interpretazione di Sadamoto dei suoi eventi. Quest'ultimo, infatti, ha apportato diverse modifiche alla sceneggiatura della sua opera e alla caratterizzazione dei personaggi. Se nella versione anime di Evangelion, secondo l'artista, «non vengono mai date realmente risposte», nella versione cartacea egli ha cercato di creare una storia più semplice e di più facile comprensione.
In Giappone la pubblicazione è iniziata nel numero di febbraio 1995 (uscito il 26 dicembre 1994) della rivista Shonen Ace, edita da Kadokawa Shoten. Pubblicato con periodicità irregolare, il manga è stato serializzato, a partire dal capitolo 78 (uscito a fine giugno 2009) in un nuovo magazine seinen della Kadokawa, Young Ace, e si è concluso nel numero di luglio 2013, rilasciato il 4 giugno dello stesso anno. I capitoli, chiamati singolarmente "stage", sono stati raccolti in formato tankōbon e il quattordicesimo e ultimo volume è stato pubblicato in contemporanea mondiale il 20 novembre 2014. In madrepatria il manga ha avuto un notevole successo, arrivando a vendere, a settembre 2020, venticinque milioni di copie.
Il manga è stato inizialmente pubblicato in Italia da novembre 1997 sotto il semplice titolo di Evangelion, edito dalla Planet Manga (inizialmente Marvel Manga), divisione della Panini Comics. L'edizione italiana originale consta di ventotto albi senza titolo individuale con dimensioni pari alla metà dei tankōbon giapponesi ed è per questo anche nota come edizione "sottiletta". La serie è stata pubblicata fino all'ottavo numero in una testata apposita, chiamata appunto Evangelion; poi si è spostata sotto la collana Manga Top. La traduzione è stata curata da Saburo Muramaki per i primi dieci volumi e successivamente da Roberto Pesci, dall'undicesimo al sedicesimo, e Claudia Baglini, dal diciassettesimo in poi. Sono seguite altre due edizioni, che conservano la grandezza originale dei volumi: Evangelion Collection (pubblicata tra ottobre 2001 e novembre 2014) e Neon Genesis Evangelion New Collection (pubblicata tra marzo 2015 e aprile 2016). Un'ulteriore riedizione, basata sull'aizōban pubblicato in Giappone nel 2021 ed intitolata Neon Genesis Evangelion [Collector's Edition], raccoglie il manga in sette volumi di formato maggiore ed è stata rilasciata con una nuova traduzione a cura di Manuela Capriati tra luglio 2022 e settembre 2023.

## Lista volumi
| Nº Ja | N° It | Titolo italiano Giapponese 「Kanji」 - Rōmaji | Data di prima pubblicazione             | Data di prima pubblicazione       |
| Nº Ja | N° It | Titolo italiano Giapponese 「Kanji」 - Rōmaji | Giapponese                              | Italiano                          |
| 1     | 12    | Evangelion 1 Evangelion 2 「使徒、襲来」 - Shito, shūrai | 29 agosto 1995 ISBN 4-04-713115-6       | novembre 1997 dicembre 1997       |
| 1     | 12    | Capitoli - Stage.1 - L'attacco dell'Angelo (使徒、襲来?, Shito, shūrai) - Stage.2 - Il rincontro (再会…?, Saikai...) - Stage.3 - Unità Zero-Uno in azione (初号機、出撃?, Shogōki, rifuto ofu) - Stage.4 - Il silenzio (沈黙…?, Chinmoku...) - Stage.5 - La visione nella profondità della luce (光の淵に見たもの?, Hikari no fuchi ni mitamono) - Stage.6 - Io piango (ボクハナク?, Boku wa naku) |                                         |                                   |
| 1     | 12    | Trama Nell'estate del 2015, quindici anni dopo un cataclisma noto come "Second Impact", il giovane Shinji Ikari si dirige a Neo Tokyo-3 per incontrare il padre Gendō che non vede da anni, ora a capo dell'agenzia militare Nerv. Gendō chiede a Shinji di sostituire la pilota Rei Ayanami, al momento ferita, nella guida dell'Unità Evangelion 01, un mecha umanoide a scopo difensivo costruito dalla Nerv. Compito di Shinji sarà annientare una creatura gigantica chiamata "angelo" in avvicinamento verso la città. Seppur riluttante, il giovane accetta, ma nello scontro perde i sensi e la missione è portata a termine da una bestiale Unità 01 fuori controllo. Il giorno seguente, Shinji si risveglia in ospedale, e quando incontra Gendō lui non gli rivolge la parola, lasciandolo deluso e sconfortato. A consolarlo è il maggiore Misato Katsuragi, sua tutrice, che lo informa della loro imminente convivenza e lo loda per aver salvato Neo Tokyo-3.                                                                                      |                                         |                                   |
| 2     | 34    | Evangelion 3 Evangelion 4 「ナイフと少年」 - Naifu to shōnen | 5 marzo 1996 ISBN 4-04-713132-6         | 24 dicembre 1997 febbraio 1998    |
| 2     | 34    | Capitoli - Stage.7 - Un cuore che si chiude (閉じゆく心?, Toji yuku kokoro) - Stage.8 - Il cambiamento di Shinji (シンジご機嫌ななめ?, Shinji gokigen naname) - Stage.9 - Le sofferenze di un fanatico (マニアの受難?, Mania no junan) - Stage.10 - La furia della battaglia (ナイフと少年?, Naifu to shōnen) - Stage.11 - La fuga del Third Children (さまよえるサード・チルドレン?, Samayoeru Sādo Chirudoren) - Stage.12 - La forma della dolcezza (やさしさの輪郭?, Yasashisa no katachi) |                                         |                                   |
| 2     | 34    | Trama Vivendo a Neo Tokyo-3 Shinji comincia a convincersi che la sua posizione di pilota dell'Eva non lo aiuti realmente a stringere legami con gli altri. A causa dello scontro con l'angelo, è vittima delle ostilità del compagno di classe Tōji, e ciò, unito al sospetto che Misato gli stia vicino solo per lavoro, lo spinge a chiudersi in sé stesso, così da evitare ulteriori delusioni. Nello scontro con un angelo disobbedisce agli ordini di Misato per proteggere Tōji e il suo amico Kensuke in difficoltà, e lei lo sgrida, non capendo il suo stato d'animo. Shinji scappa di casa e incontra Kensuke, che gli esprime premura da parte sua e di Tōji. Confrontandosi di nuovo con Misato, e rimanendo eppure incapace di comprendersi con lei per orgoglio, Shinji decide allora di lasciare Neo Tokyo-3, ma all'ultimo lei lo raggiunge e dimostrandogli il suo affetto per lui lo convince a restare. |                                         |                                   |
| 3     | 56    | Evangelion 5 Evangelion 6 「白い傷跡」 - Shiroi kizuato | 29 ottobre 1996 ISBN 4-04-713165-2      | marzo 1998 aprile 1998            |
| 3     | 56    | Capitoli - Stage.13 - Le cicatrici bianche (白い傷跡?, Shiroi kizuato) - Stage.14 - La stanza del mistero (歪んだ部屋?, Yuganda heya) - Stage.15 - L'uomo in cui credono gli occhi di ghiaccio (紅い瞳の信じるものは?, Akai hitomi no shinjirumono wa) - Stage.16 - Ricordi perduti (棄てられた記憶?, Suterareta kioku) - Stage.17 - La quiete prima della tempesta (決戦前夜?, Kessen zen'ya) - Stage.18 - Battaglia decisiva (血戦!?, Kessen!) - Stage.19 - La luna sospesa nelle tenebre (闇の中の月?, Yami no naka no tsuki) |                                         |                                   |
| 3     | 56    | Trama L'attenzione di Shinji è catturata da Rei Ayanami, pilota dell'Unità 00 e sua compagna di classe, una ragazza dalla personalità schiva ed enigmatica che sembra tuttavia essere in intimità con Gendō, il padre con cui lui ha sempre desiderato un rapporto migliore. Shinji tenta di avvicinarsi a Rei, ma lei non dimostra interesse nei suoi confronti. Nel frattempo Neo Tokyo-3 è attaccata da un angelo che minaccia di penetrare nella base della Nerv; Shinji viene inviato a combatterlo ma resta ferito e si ritira. È organizzata quindi un'operazione per abbattere l'angelo che prevede la collaborazione dei due Eva. Prima dello scontro Shinji si confronta con Rei e si immedesima nella sua ricerca di uno scopo e di un legame con gli altri attraverso l'Eva, confidandosi a sua volta. L'angelo viene abbattuto ma l'Unità 00 è danneggiata per fare scudo all'Unità 01. Shinji si precipita a soccorrere Rei, e lei, vedendo la contentezza di lui nel saperla incolume, gli sorride per la prima volta.                              |                                         |                                   |
| 4     | 78    | Evangelion 7 Evangelion 8 「アスカ、来日」 - Asuka, rainichi | 17 ottobre 1997 ISBN 4-04-713197-0      | 23 aprile 1998 giugno 1998        |
| 4     | 78    | Capitoli - Stage.20 - L'arrivo di Asuka in Giappone (アスカ、来日?, Asuka, rainichi) - Stage.21 - Un incontro indesiderato (招かれざる者?, Manekarezarumono) - Stage.22 - L'attacco di Asuka (アスカ攻撃?, Asuka Atakku) - Stage.23 - Riprovare (トライ・アゲイン?, Torai Agein) - Stage.24 - Dissonanze (不協和音?, Disonansu) - Stage.25 - Shall we dance? (Shall we dance??) - Stage.26 - L'istante, i pensieri, l'armonia (瞬間、心、重ねて?, Shunkan, kokoro, kasanete) |                                         |                                   |
| 4     | 78    | Trama Asuka Sōryū Langley, pilota dell'Eva-02, giunge in Giappone dalla Germania. Sebbene ella appaia a primo impatto una ragazza disciplinata e matura, Shinji apprende subito della sua vera natura impertinente e attaccabrighe. Shinji e Asuka sono mandati in missione e vengono battuti da un angelo capace di sdoppiarsi; in vista del secondo scontro, i due sono addestrati a sincronizzarsi nei movimenti, esercitandosi in coreografie studiate e passando insieme il tempo. In questa occasione, Shinji scopre l'insicurezza e la ricerca di approvazione che motivano il comportamento di Asuka; lei, d'altro canto, sentendosi obbligata a mantenere il suo atteggiamento di facciata, non riesce a coordinarsi con lui, e vergognandosi per il fallimento scappa. Shinji la affronta e la invita a essere più spontanea e sincera con sé stessa. Esercitandosi da soli, i due completano l'addestramento e insieme battono l'angelo. |                                         |                                   |
| 5     | 910   | Evangelion 9 Evangelion 10 「墓標」 - Bohyō | 17 dicembre 1999 ISBN 4-04-713311-6     | 13 luglio 2000 10 agosto 2000     |
| 5     | 910   | Capitoli - Stage.27 - Party (パーティー?, Pātī) - Stage.28 - Vecchie cicatrici (傷跡をたどれば?, Kizuato o tadoreba) - Stage.29 - Lapide (墓標?, Bohyō) - Stage.30 - Bloccare l'attacco (受け止めろ 重力攻撃!?, Uketomero jūryoku kōgeki!) - Stage.31 - Black-out alla Nerv (ネルフ、停電?, Nerufu, teiden) - Stage.32 - Il baratro della verità (真実の深淵?, Shinjitsu no shin'en) - Stage.33 - Aquarium (アクアリウム?, Akuariumu) |                                         |                                   |
| 5     | 910   | Trama Con il trasferimento di Asuka a casa di Misato, Shinji comincia ad apprezzare la vita che si è costruito a Neo Tokyo-3 e su suggerimento di Rei decide di riavvicinarsi a Gendō. Riesce a incontrarlo per coincidenza al cimitero, nell'anniversario della scomparsa di sua madre Yui, ma quando tenta un approccio ottiene dal padre un brusco rifiuto, rimanendone profondamente amareggiato. Nel frattempo Misato riallaccia i rapporti con Ryōji Kaji, una sua vecchia fiamma che, infiltratosi alla Nerv, sta raccogliendo in segreto informazioni per conto del governo giapponese. Quando lei lo scopre, lui le mostra Adam, il primo angelo, crocifisso nei sotterranei della Nerv. Shinji è esposto a tale vista e in seguito è ricontattato da Kaji, che gli rivela dell'esistenza della Seele, una potente organizzazione segreta di cui Gendō fa parte, e la verità su Yui, fusasi con l'Eva-01 da lei creato. Sentendosi sopraffatto da queste scoperte, Shinji concepisce l'enorme distanza tra lui e Gendō e l'impossibilità di raggiungerlo. |                                         |                                   |
| 6     | 1112  | Evangelion 11 Evangelion 12 「四人目の適格者」 - Yoninme no tekikakusha | 15 dicembre 2000 ISBN 4-04-713380-9     | 13 settembre 2001 25 ottobre 2001 |
| 6     | 1112  | Capitoli - Stage.34 - Il quarto prescelto (四人目の適格者?, Yoninme no tekikakusha) - Stage.35 - Luce, poi ombra (光、そして影?, Hikari, soshite kage) - Stage.36 - Confessione (告白?, Kokuhaku) - Stage.37 - Regalo (ギフト?, Gifuto) - Stage.38 - Intercettamento (迎撃?, Geigeki) - Stage.39 - Dummy System (ダミーシステム?, Damī Shisutemu) - Stage.40 - Un crepuscolo nero (黄昏を黒に染めて…?, Tasogare o kuro ni somete...) |                                         |                                   |
| 6     | 1112  | Trama La seconda filiale della Nerv negli Stati Uniti è spazzata via nella sperimentazione dell'elemento S², un motore perpetuo basato sugli angeli, e con essa l'Eva-04. L'Unità 03 è quindi trasferita in Giappone, e come pilota viene selezionato Tōji, che nel frattempo sta ricevendo le attenzioni della capoclasse Hikari Horaki, di lui innamorata. Tōji non parla apertamente dell'incarico ricevuto, ma confessa a Shinji la sua paura ed è da lui rassicurato. Durante il test un angelo parassita prende il controllo dell'Eva-03, e dopo aver messo fuori gioco Asuka e Rei si scontra con l'Unità 01 pilotata da Shinji. Lui si rifiuta di contrattaccare, quindi Gendō fa attivare il Dummy System, un autopilota che si mette alla guida dell'Eva e costringe Shinji ad assistere impotente mentre massacra l'Unità 03 e uccide Tōji. |                                         |                                   |
| 7     | 1314  | Evangelion 13 Evangelion 14 「男の戦い」 - Otoko no tatakai | 1º dicembre 2001 ISBN 4-04-713469-4     | 27 giugno 2002 29 agosto 2002     |
| 7     | 1314  | Capitoli - Stage.41 - Pugno (フィスト?, Fisuto) - Stage.42 - Cielo tinta cenere (灰色の空?, Hai-iro no sora) - Stage.43 - Interrogatorio (尋問?, Jinmon) - Stage.44 - Espiazione (贖罪?, Shokuzai) - Stage.45 - La guerra dell'uomo (男の戦い?, Otoko no tatakai) - Stage.46 - Risveglio (prima parte) (覚醒・前編?, Kakusei, zenpen) - Stage.47 - Risveglio (prima parte) (覚醒・後編?, Kakusei, kōhen) - Stage.48 - Scomparsa (消滅?, Shōmetsu) |                                         |                                   |
| 7     | 1314  | Trama Pieno di rancore nei confronti di Gendō e contrario ormai ai metodi della Nerv, Shinji decide per la seconda volta di abbandonare il suo incarico. Nel frattempo un angelo abbatte le Unità 00 e 02 e penetra nella Nerv, minacciando di congiungersi con Adam e innescare il catastrofico Third Impact. Shinji, in procinto di lasciare la città, è raggiunto da Kaji, che gli fa comprendere di dover rispondere ora anche della vita di Tōji e lo convince a tornare a pilotare l'Unità 01, che la volontà di Yui ha intanto reso inaccessibile a chiunque altro. Shinji si batte dunque con l'angelo, e, una volta esaurita l'energia di riserva, l'Eva si risveglia, riassume il suo potere originale e divora il nemico assumendo l'elemento S². I piani di Gendō cominciano quindi a separarsi da quelli della Seele. L'Unità 01 è recuperata, ma Shinji ne è rimasto assorbito, trattenuto al suo interno dalla volontà dell'Eva. |                                         |                                   |
| 8     | 1516  | Evangelion 15 Evangelion 16 「MOTHER」 | 19 dicembre 2002 ISBN 4-04-713529-1     | 24 luglio 2003 28 agosto 2003     |
| 8     | 1516  | Capitoli - Stage.49 - ...Kiss (…Kiss.?) - Stage.50 - In mezzo al cuore (心の中へ…?, Kokoro no naka e...) - Stage.51 - Mother (MOTHER?) - Stage.52 - Reminiscenze (回想?, Kaisō) - Stage.53 - Il gigante di luce (光の巨人?, Hikari no kyojin) - Stage.54 - La nascita della Nerv (ネルフ誕生?, Nerufu tanjō) - Stage.55 - Il messaggio (伝言?, Dengon) - Stage.56 - Gelosia (ジェラシー?, Jerashī) |                                         |                                   |
| 8     | 1516  | Trama L'Eva-01 appare a Shinji con le sembianze di Yui per convincerlo a restare e fondersi insieme, ma Rei, ora più legata a Shinji che a Gendō, riesce a interferire e smascherare la sua vera natura. Shinji rifiuta dunque la volontà dell'Unità 01 arrivando a incontrare la sua vera madre, e col suo appoggio decide di uscire dall'Eva. Kaji sequestra il vicecomandante della Nerv Kōzō Fuyutsuki per conto della Seele, intenta a capire le intenzioni di Gendō. Fuyutsuki rievoca vari eventi del passato, tra cui la spedizione di ricerca al polo sud guidata dalla Seele, incentrata sul gigante noto come "Adam", che causò il Second Impact, e la nascita del Gehirn (l'attuale Nerv), un istituto di ricerca con lo scopo di riprodurre Adam attraverso gli Evangelion, che in seguito si occupò anche di rigenerarlo in forma embrionale. Kaji decide di riportare indietro Fuyutsuki, voltando le spalle alla Seele e venendo infine ucciso, ma prima lascia a Misato i dati raccolti e il compito di proseguire le indagini.                   |                                         |                                   |
| 9     | 1718  | Evangelion 17 Evangelion 18 「フィフス・チルドレン」 - Fifusu Chirudoren | 23 aprile 2004 ISBN 4-04-713618-2       | 27 gennaio 2005 24 febbraio 2005  |
| 9     | 1718  | Capitoli - Stage.57 - Fifth Children (フィフス・チルドレン?, Fifusu Chirudoren) - Stage.58 - Rifiuto (拒絶?, Kyozetsu) - Stage.59 - Pride (プライド?, Puraido) - Stage.60 - Doll (ドール?, Dōru) - Stage.61 - La lancia di Longino (ロンギヌスの槍?, Ronginusu no yari) - Stage.62 - Distance (distance?) - Stage.63 - Contrattacco (応戦?, Ōsen) |                                         |                                   |
| 9     | 1718  | Trama Un angelo appare in orbita intorno alla Terra, e mentre l'Eva-01 è in stato di fermo le Unità 00 e 02 sono mandate a combatterlo. Asuka, determinata a dimostrare il suo valore dopo le recenti umiliazioni, prende l'iniziativa, ma è vittima dell'attacco psichico del nemico: l'angelo penetra nella sua mente e fa emergere in lei ricordi dolorosi quali l'abbandono da parte della madre, la cui psiche degenerò in seguito al contatto con l'Eva-02, e il suicidio della stessa. Gendō approfitta della situazione per sbarazzarsi della lancia di Longinus, un'arma speciale recuperata in Antartide utile ai piani della Seele, e ordina a Rei di scagliarla contro l'angelo, così da abbatterlo e far disperdere la lancia nello spazio. Asuka cade in coma ed è sostituita da Kaworu Nagisa, un ragazzo misterioso dalle capacità sovrumane inviato dalla Seele con l'incarico di sorvegliare Gendō e star vicino a Shinji. Kaworu e Rei sono inviati a combattere un angelo mutaforma che si infiltra nell'Eva-00 e lo paralizza.                |                                         |                                   |
| 10    | 1920  | Evangelion 19 Evangelion 20 「涙」 - Namida | 23 marzo 2006 ISBN 4-04-713800-2        | 8 febbraio 2007 8 marzo 2007      |
| 10    | 1920  | Capitoli - Stage.64 - Lacrime (涙?, Namida) - Stage.65 - Una cosa sola (ひとつになりたい?, Hitotsu ni naritai) - Stage.66 - Spirito senza requie (心届かず?, Kokoro todokazu) - Stage.67 - Notte di angoscia (ねじれた夜?, Nejireta yoru) - Stage.68 - Intrigo (交錯?, Kōsaku) - Stage.69 - Sangue sporco (汚れた血?, Yogoreta chi) - Stage.70 - Una folla di ombre (虚無の群?, Kyomu no mure) |                                         |                                   |
| 10    | 1920  | Trama L'angelo comincia a fondersi con Rei, esplorandone la mente e in particolare i suoi desideri nascosti di connessione e intimità con gli altri. Il fermo dell'Unità 01 è revocato, ma quando giunge sul campo di battaglia è invasa dall'angelo (al pari dell'Eva-02), che manifesta esternamente le pulsioni emotive di Rei. Lei decide quindi di bloccare l'angelo nel suo Eva, che collassando esplode e lo annienta, distruggendo Neo Tokyo-3. Dopo lo scontro Shinji cerca di fuggire dalla realtà della morte di Rei; poi scopre che è viva, ma capisce subito che non è più la stessa. Ritsuko Akagi, responsabile del progetto Evangelion, nonché amante di Gendō, rivela a lui e Misato la verità: Rei è in realtà stata creata dalla Nerv, che ne generò una moltitudine di corpi basati su Yui e destinati a passarsi un'unica anima. Stanca di assecondare gli ordini di Gendō, che pensa in realtà solo a Yui, Ritsuko distrugge i corpi di Rei in incubazione e si ritira in solitudine.                                                        |                                         |                                   |
| 11    | 2122  | Evangelion 21 Evangelion 22 「手のひらの記憶」 - Te no hira no kioku | 18 giugno 2007 ISBN 978-4-04-713934-3   | 17 aprile 2008 22 maggio 2008     |
| 11    | 2122  | Capitoli - Stage.71 - I discendenti di Adam (アダムの末裔?, Adamu no matsuei) - Stage.72 - L'ultimo messaggero (最後のシ者?, Saigo no shisha) - Stage.73 - Linea di confine (辿りついた境界線?, Tadoritsuita kyōkaisen) - Stage.74 - Ricordi sul palmo della mano (手のひらの記憶?, Te no hira no kioku) - Stage.75 - Cuore infranto (欠けた心?, Kaketa kokoro) - Stage.76 - L'ultimo nemico (最後の敵?, Saigo no teki) |                                         |                                   |
| 11    | 2122  | Trama Misato indaga su Kaworu e scopre che lui è l'ultimo angelo, nato da Adam (al pari degli altri) quando la Seele vi impiantò geni umani cercando di farlo regredire a uovo e innescando il Second Impact; in lui si trova ora l'anima di Adam. Kaworu scende nei sotterranei della Nerv verso l'angelo lì rinchiuso, che si rivela essere in realtà Lilith, genitrice del genere umano. Il contatto con lei causerebbe l'estinzione di tutte le specie e la rinascita dell'umanità come un unico essere evoluto, privo di discordie e ostilità: tale è il "Progetto per il perfezionamento dell'uomo" auspicato dalla Seele. Shinji raggiunge Kaworu, che all'ultimo decide di tradire la Seele e farsi uccidere da lui, nel tentativo di ricevere da parte sua un'unica dimostrazione d'affetto e stabilire un legame. Shinji, che aveva ormai chiuso il suo cuore a nuove relazioni, resta sconfortato e perde la spinta a combattere. Intanto la Seele assedia la Nerv per prendere gli Eva e completare il Perfezionamento dell'uomo attraverso di essi.   |                                         |                                   |
| 12    | 2324  | Evangelion 23 Evangelion 24 「父と子」 - Chichi to ko | 31 marzo 2010 ISBN 978-4-04-715420-9    | 16 settembre 2010 14 ottobre 2010 |
| 12    | 2324  | Capitoli - Stage.77 - Genocide (GENOCIDE?) - Stage.78 - Padre e figlio (父と子?, Chichi to ko) - Stage.79 - L'era promessa (約束の時?, Yakusoku no toki) - Stage.80 - Incontro casuale (邂逅?, Kaikō) - Stage.81 - Nemici dal cielo (空よりの敵?, Sora yori no teki) - Stage.82 - The last instruction (The last instruction?) - Stage.83 - Concordia (呼応?, Koō) |                                         |                                   |
| 12    | 2324  | Trama Le forze di difesa giapponesi inviate dalla Seele proseguono l'occupazione della Nerv. Shinji viene raggiunto dai soldati ma è salvato da Gendō, che rivelandogli di provare solo antipatia per lui gli spiega di voler prendere il controllo del Perfezionamento dell'uomo, così da ricongiungersi a Yui. Shinji è quindi condotto da Misato verso l'Eva-01. Nel frattempo Asuka, caricata inerme nell'Unità 02, si risveglia e scopre in essa l'anima di sua madre; l'incontro con lei le dà le forze per combattere e in poco tempo sconfigge l'esercito giapponese. La Seele invia quindi contro di lei i nove Eva Series dotati di elemento S². Shinji è intanto troppo avvilito e confuso per continuare a eseguire gli ordini, per cui Misato, prima di essere uccisa, gli dà come ultima istruzione di andare ad aiutare Asuka e lo incita a crescere una volta terminato lo scontro e non scappare più dal dolore. Shinji raggiunge dunque l'Unità 01 e la attiva.                                                                                  |                                         |                                   |
| 13    | 2526  | Evangelion 25 Evangelion 26 「Calling」 | 2 novembre 2012 ISBN 978-4-04-120355-2  | 22 novembre 2012 20 dicembre 2012 |
| 13    | 2526  | Capitoli - Stage.84 - Calling (Calling?) - Stage.85 - Tradimento (裏切り?, Uragiri) - Stage.86 - La cerimonia ha inizio (儀式の始まり?, Gishiki no hajimari) - Stage.87 - Rigetto (拒絶?, Kyozetsu) - Stage.88 - Luna Nera (黒き月?, Kuroki tsuki) - Stage.89 - Faccia a faccia (face to face?) - Stage.90 - Memorie dell'estate (夏の追憶?, Natsu no tsuioku) |                                         |                                   |
| 13    | 2526  | Trama Shinji arriva in aiuto di Asuka, ma si trova in difficoltà a causa della superiorità numerica del nemico, e in preda alla disperazione scatena il potere dell'Eva-01, che risvegliandosi chiama a sé la lancia di Longinus. La Seele approfitta della situazione per cominciare il Perfezionamento dell'uomo e gli Eva Series crocifiggono l'Unità 01, utilizzandola come tramite per scatenare il Third Impact. Intanto Gendō raggiunge Lilith insieme a Rei e tenta l'unione proibita di Adam (il cui embrione è stato da lui assorbito) e Lilith (la cui anima è contenuta in Rei). Rei però si ribella e decide di andare da Shinji; gli sottrae quindi il corpo di Adam e si fonde con Lilith, assumendo una forma gigante che sale in cielo e assimilando gli Eva Series completa il rito per il Perfezionamento dell'uomo. Lasciato ora solo, Gendō viene fatalmente ferito da Ritsuko, che muore nel tentativo di fermare i suoi piani. L'Unità 01 si fonde con la lancia di Longinus e Shinji ottiene il potere di decidere le sorti dell'umanità.  |                                         |                                   |
| 14    | 2728  | Evangelion 27 Evangelion 28 「旅立ち」 - Tabidachi | 20 novembre 2014 ISBN 978-4-04-101932-0 | 20 novembre 2014                  |
| 14    | 2728  | Capitoli - Stage.91 - Verso il luogo da cui torna la luce (光還る処へ?, Hikari kaeru tokoro e) - Stage.92 - Birthday (バースデイ?, Bāsudei) - Stage.93 - Il mare della vita (生命の海?, Inochi no umi) - Stage.94 - Il palmo della mano (掌?, Tenohira) - Stage.95 - Grazie ∞ addio (ありがとう∞さようなら?, Arigatō ∞ sayōnara) - Last Stage - Viaggio (旅立ち?, Tabidachi) - Extra Stage - L'Eden color dell'estate (夏色のエデン?, Natsu shoku no eden) |                                         |                                   |
| 14    | 2728  | Trama Spinto dal desiderio di porre fine alla propria sofferenza e a quella del mondo intero, Shinji lascia procedere il Perfezionamento dell'uomo. Come conseguenza, i corpi di tutti sulla Terra si dissolvono e le loro anime sono raccolte da Lilith in un mare della vita primordiale dove ogni specificità individuale è annullata. Una volta smesso di provare qualsiasi sensazione, Shinji capisce però di non desiderare più una realtà senza dolore, in quanto ciò lo porterebbe a negare ugualmente il piacere. Anche a costo di essere di nuovo deluso o abbandonato dal prossimo, la sua decisione definitiva è quella di rifiutare il Perfezionamento dell'uomo e, come anni prima aveva promesso a Yui, proteggere la felicità di tutti. Un mondo senza Evangelion prende forma, e in esso vive uno Shinji Ikari che, pur somigliando a quello dell'inizio, sa grazie all'insegnamento di Misato di dover trovare una strada con le proprie forze, senza chiudersi alle esperienze del mondo, e guarda al futuro con speranza.                      |                                         |                                   |